# Opacifrons cubita
Opacifrons cubita är en tvåvingeart som beskrevs av Marshall och Langstaff 1998. Opacifrons cubita ingår i släktet Opacifrons och familjen hoppflugor. Inga underarter finns listade i Catalogue of Life.